# Malgré-elles (téléfilm)
Pour les femmes d'Alsace et de Moselle enrôlées durant l'occupation allemande, voir Malgré-elles.
Pour plus de détails, voir Fiche technique et Distribution.
Malgré-elles est un téléfilm de fiction de Denis Malleval avec Flore Bonaventura et Macha Méril, diffusé le 9 octobre 2012 sur France 3.

## Synopsis
Deux jeunes Alsaciennes, Alice et Lisette, sont incorporées de force pour fabriquer des obus dans une usine allemande. Soupçonnées de sabotage, elles sont déportées dans un établissement de Lebensborn. Elles y servent d'aide ménagère. Aryenne, Lisette est violée par un SS allemand dans le cadre d'un programme nataliste. Alice échappe à ce traitement car elle est brune et ne correspond pas aux critères racistes de sélection. Lisette enceinte et Alice réussissent à s'enfuir. Lisette accouche d'une fille dans un couvent et se suicide. Alice adopte l'enfant et se marie avec un officier allemand bienveillant.
La scène finale montre Alice et son mari âgés racontant l'histoire à leur petite-fille (née de leur fille adoptive), enceinte de leur arrière-petit-fils.

## Distribution
- Flore Bonaventura : Alice Fabre/Alicia Faberlicht
- Louise Herrero : Lisette Weiss
- Maria Derrien : Christina
- Matthias Dietrich : Dassler
- Maud Galet-Lalande : Karla
- Pierre Kiwitt : Hugo Steiner
- Macha Méril : Alice âgée
- Manuela Biedermann : Frau Sprenger
- Philippe Ohrel : le médecin
- Marie Schoenbock : Ingrid
- Hildegard Schroedter : Wilma
- Anne Somot : Olga
- Julia Thurnau : Trudl
- Oliver Walser : Fritzmann
- Laura Weissbecker : Justine
- Angelika Schollmeyer : la mère d'Alice

## Fiche technique
- Réalisation : Denis Malleval
- Durée : 90 minutes
- Premier assistant réalisateur : Patrick Tixidre
- Régisseur général : Emmanuel Agostini
- Repéreur : Gontran Froehly
- Chef opérateur : William Watterlot
- Son : Daniel Banaszak
- Décors : Pascal Deprée
- Production : Bertrand de la Fontaine / Laurent Rigaut
- Sociétés de production : Italique productions, France 3, CNC
- Date de diffusion : 9 octobre 2012 sur France 3
- Avec la participation de la Communauté urbaine de Strasbourg, le soutien de la Région Alsace et le soutien de la Région Lorraine
- Avec le soutien la Procirep — société des producteurs — et  de l'Angoa

## Production

### Tournage
Malgré-elles a été tourné en Alsace à Obernai, Kientzheim, Turckheim, Sigolsheim, Bœrsch, au château d’Osthoffen et au camp militaire de Bitche du 27 septembre au 27 octobre 2011.

## Divers
Ce téléfilm a été présenté hors compétition dans le cadre du 14e Festival de la fiction TV de La Rochelle 2012.

## Audience
4 millions de téléspectateurs soit 14,9 % de part d’audience lors de la première diffusion du 9 octobre 2012.

## Polémique
Les deux thèmes de Malgre-elles, l'incorporation de force et les Lebensborn n'ont aucun rapport, ce qui a suscité une polémique. La documentariste Nina Barbier explique que « Pour des raisons d'évolution dramatique du récit, Alice et Lisette atterrissent là. C'est cohérent dans le film, mais contraire à la vérité historique. Je me suis battue contre la production et la chaîne, qui tenaient absolument à mélanger les deux faits. Les pouponnières de SS-Kinder n'ont rien à voir avec l'Alsace : elles ont été créées en Allemagne pour des Allemandes ! ».
Hélène Delale, la productrice qui a proposé le sujet à France 3, reconnaît : « L'argument de départ était de raconter la vie de ces très jeunes Alsaciennes, enrôlées dans l’effort de guerre allemand. Mais il y a malheureusement eu ce rapprochement parce que France Télévisions trouvait que le sujet des « malgré-elles » ressemblait trop à un récit de STO et manquait de dramatisation et de rebondissements pour un téléfilm de 90 minutes. On a donc eu l'idée de mélanger deux histoires qui, historiquement, n'ont effectivement rien à voir. »
Les mentions additionnelles au générique de fin indiquent par ailleurs que ce téléfilm est une « pure fiction » et sans rapport avec un évènement réel.